# Jane Ellen Usher
Pour les articles homonymes, voir Usher.
Jane Ellen Usher, née le 5 septembre 1917 et morte le 12 décembre 2018, est la directrice générale ayant exercé le plus longtemps au Belize. Elle a précédemment occupé le poste de ministre de la Santé et des Coopératives au sein du Parti uni du peuple (PUP), de présidente du Sénat et de membre de la Chambre des représentants. Elle est la trésorière et la présidente de la Holy Redeemer Credit Union à partir de 1956. 

## Biographie
Jane Ellen Mary Price est née le 5 septembre 1917 à Belize City, au Honduras britannique, de William Cadle Price et Irene Cecelia Escalante. Elle fait partie d'une fratrie de onze enfants : Samuel William Price, John Cecil Price, Anna Cecilia Price, George Cadle Price, Lydia Mary Waight, Alice Margaret Craig, Josephine Delia Balderamos, Irene Elizabeth Canton, Katharine Louise Price et Judy Sybil Price.
Le 3 janvier 1942, elle épouse Henry Charles Usher (1918-1997), un sportif. En 1944, lorsque la Holy Redeemer Credit Union, une banque coopérative, est créée, elle commence à y travailler comme employée de bureau. Dans les années 1950, elle contribue à l'élaboration d'une législation visant à créer une ligue des coopératives de crédit. La British Honduras Credit Union League est officiellement créée le 15 juin 1956 en vertu de la nouvelle législation. Usher est alors nommée directrice générale et est élue au poste de secrétaire-trésorière, postes qu'elle occupera pendant de longues années. Son mari travaillera à ses côtés, pionnier tout comme elle dans les coopératives de crédit. Ses services seront récompensés. En 2001, elle reçoit le Golden Eagle Award de la Belize Credit Unions League pour ses services exceptionnels rendus au mouvement des coopératives de crédit. La même année, elle est également récompensée par le Belize Business Bureau pour sa contribution au développement des femmes dans le monde des affaires au Belize. En 2012, elle reçoit le Distinguished Service Award décerné par la Jamaica Cooperative Credit Union League.
Jane Ellen Usher occupe le poste de ministre de la Santé et des Coopératives au sein du cabinet PUP de 1979 à 1984 et est nommé députée de la circonscription de Pickstock à la Chambre des représentants en 1979. Elle est réélue à la Chambre en 1984, devenant membre de l'opposition. Puis, entre le 15 septembre 1989 et le 1er juin 1993, elle occupe le poste de présidente du Sénat. En 1992, elle est nommée Dame commandeur de l'Empire britannique. Elle devient directrice emeritus de la Holy Redeemer Credit Union en 2012. En 2013, Usher reçoit un doctorat honoris causa en philosophie de l'université Galen (en) pour ses longs états de service auprès des citoyens du Belize. Elle fêté ses 100 ans en septembre 2017.
Elle meurt à l'âge de 101 ans le 12 décembre 2018 à Belize City. Connue par les Béliziens sous le nom de Miss Jane, elle a droit à des funérailles nationales le 18 décembre 2018 à la cathédrale du Saint-Rédempteur (en). Elle est enterrée le même jour dans la maison familiale des Usher-Price. Elle a eu douze enfants. Elizabeth Zabaneh, présidente du Sénat (1998-2001) puis présidente de la Chambre des représentants (2001-2008), est sa fille.